# حزب وار وي
وار وي (بالفرنسية: Waar Wi) هو حزب سياسي في السنغال. في الانتخابات التشريعية التي جرت في 3 يونيو 2007، حصل الحزب على 4.35٪ من الأصوات الشعبية و3 مقاعد من أصل 150 مقعدًا في الجمعية الوطنية.